# Włodzimierz Zdunowski
Włodzimierz Marian Zdunowski (ur. 19 sierpnia 1953 w Warszawie) – polski urzędnik konsularny.

## Życiorys
Zdunowski był dyplomatą w stopniu radcy-ministra. Był kierownikiem referatów konsularnych w Algierze (1990–1992), Damaszku (1996–2001), Aszchabadzie oraz kierownikiem Wydziału Konsularnego w Ottawie (ok. 2011). Kierował Konsulatem Generalnym RP w Montrealu (2004–2008). W centrali MSZ pełnił funkcje m.in. naczelnika Wydziału Ruchu Osobowego i zastępcy dyrektora Departamentu Konsularnego.
28 czerwca 2012 został uznany przez Sąd Okręgowy w Warszawie za kłamcę lustracyjnego, orzekając na trzy lata utratę prawa wybieralności oraz zakaz pełnienia funkcji publicznych. W tym roku zakończył pracę w MSZ.